# Коледж геологорозвідувальних технологій
Відокремлений структурний підрозділ «Фаховий коледж геологорозвідувальних технологій Київського національного університету імені Тараса Шевченка» — єдиний навчальний заклад України, що готує фахових молодших бакалаврів усіх геологорозвідувальних спеціальностей.

## Історія та розвиток
Заснований у 1930 році як Київський геологорозвідувальний технікум. Це єдиний навчальний заклад України, що готує фахових молодших бакалаврів усіх геологорозвідувальних спеціальностей і розширюється за рахунок відкриття нових, життєво необхідних для України спеціальностей.
Коледж входить до навчальних комплексів з Київським національним університетом ім. Т. Шевченка, Національним технічним університетом України «Київський політехнічний інститут», Національним гірничим університетом (м. Дніпро), Одеським національним університетом ім. І. І. Мечникова, Київським національним університетом культури та мистецтв, Відкритим міжнародним університетом розвитку людини «Україна», Івано-Франківським національним технічним університетом нафти та газу, Академією муніципального управління, Інститутом статистики, обліку та аудиту Державного комітету статистики, Міжрегіональною академією управління персоналом, Європейським університетом фінансів, інформаційних систем, менеджменту і бізнесу, в яких мають можливість продовжити навчання випускники технікуму.
Коледж має навчальні і спортивні корпуси, навчальні майстерні, їдальню, гуртожитки, навчальні полігони, а також укомплектовані сучасною апаратурою і обладнанням кабінети та лабораторії.

## Спеціальності
- [3]Спеціальність «Науки про Землю», освітня програма «Геологічні методи пошуків та розвідки корисних копалин» коледж готує фахових молодших бакалаврів, які займаються геологічним картуванням, пошуком та розвідкою родовищ корисних копалин, проведенням гірничо-пошукових робіт з метою визначення умов залягання корисних копалин. Випускникам присвоюється професійна кваліфікація техніка-геолога
- Спеціальність «Науки про Землю», освітня програма «Розвідувальна геофізика та комп'ютерна обробка геофізичної інформації» коледж готує фахових молодших бакалаврів, які займаються пошуками та розвідкою в земній корі нафти та газу, вугілля, рудних корисних копалин, будівельних матеріалів, підземних вод. Геофізична розвідка проводиться багатофункціональною електронною апаратурою та обладнанням, змонтованими на автомобілях, літаках і морських кораблях. Випускникам присвоюється професійна кваліфікація техніка-геофізика
- Спеціальність Науки про Землю", освітня програма «Гідрогеологічні та інженерно-геологічні дослідження для водопостачання і будівництва» коледж готує фахових молодших бакалаврів які займаються дослідженням та пошуком підземних вод, оцінкою грунтів для будівництва, інженерно-геологічними дослідженнями. Випускникам присвоюється професійна кваліфікація техніка-гідрогеолога.
- Спеціальність «Екологія», освітня програма «Прикладна екологія» коледж готує фахових молодших бакалаврів з контролю за станом навколишнього середовища і використанням природних ресурсів. Вони можуть працювати в організаціях і на підприємствах різних форм власності. Випускникам присвоюється професійна  кваліфікація техніка-еколога.
- Спеціальність «Гірництво та нафтогазові технології», освітня програма «Буріння свердловин на тверді корисні копалини і воду» коледж готує фахових молодших бакалаврів з буріння свердловин на тверді копалини і воду та для інженерно-геологічних досліджень на будівництві. Розвідка родовищ ведеться сучасною технікою, самохідними установками. Випускникам присвоюється професійні кваліфікації  робітник на буровому майданчику та бурильник.
- Спеціальність «Машинобудування», освітня програма «Технічне обслуговування та ремонт геофізичної, радіоелектронної апаратури та комп'ютерної техніки» коледж готує фахових молодших бакалаврів з технічного обслуговування і ремонту електронної геофізичної апаратури, а також засобів радіоелектронної та комп'ютерної техніки. Додатково надаються професійні знання та навички з адміністрування комп'ютерних мереж. Випускникам присвоюється професійна кваліфікація техніка - мехатроніка.
- Спеціальність «Автомобільний транспорт», освітня програма «Обслуговування та ремонт автомобілів і двигунів» коледж готує фахових молодших бакалаврів для виробничо-технічної та організаційно-керівної діяльності, пов'язаної з технічним обслуговуванням автомобілів і двигунів.

## Музей
Геологічний музей КГРТ відкритий 1 вересня 1986 року (його перша завідувачка — Шпак Наталія Кузьмівна).
Музей включає виставково-експозиційний зал, літотеку та офісне приміщення. В експозиційному залі площею 250 м² розміщені 54 скляні вітрини та 50 подіумів з 2000 зразками кам'яного матеріалу.
Основою кам'яного зібрання музею став матеріал, доставлений студентами й викладачами з виробничих практик, а також подарований технікуму його випускниками. Частина мінералів і гірських порід закуплено в організаціях, які в роки колишнього Союзу займалися комплектуванням навчальних колекцій каміння; багато які зразки, надзвичайні по колористичних характеристиках і досконалості природної огранки, подаровані музею знавцями ювелірного виробного каміння.
Географія місць знаходження кам'яного матеріалу досить широка; в експозиції музею виставлені зразки практично з усіх континентів: з Європи, Азії, Африки, Північної та Південної Америки й навіть з Антарктиди.
За станом на 1.01.2005 року у фондах музею нараховувалося близько 3200 зразків мінералів, гірських порід, руд і скам'янілостей. Більше ніж 2000 зразків з них виставлені для огляду в експозиційному залі, решта знаходиться у сховищах музею.
Експозиційний зал (умовно) розділений на 3 сектори: Західний, Східний і Північний.
В Західному секторі розміщена мінералогічна колекція (близько 400 мінералів), систематизована за хіміко-структурною ознакою, і колекція гірських порід (близько 250 зразків), яка поділена по генетичних критеріях. Мінералого-петрографічна експозиція починається з двох розділів: 1. «Фізичні властивості мінералів»; 2. «Форми кристалів і мінеральних агрегатів».
Східний сектор музею включає 3 розділи: основний присвячений корисним копалинам, поділеним на 3 групи — металічні (близько 120 зразків), неметалічні (близько 130 зразків), каустобіоліти (40 зразків). В цьому ж секторі в трьох вітринах експонуються корисні копалини трьох основних генетичних груп: ендогенні, екзогенні та метаморофогенні (близько 100 зразків). В стадії формування новий розділ — «Регіональна геологія України» (6 вітрин із 200 зразками). Завершується експозиція Східного сектору чотирма вітринами з двома найцікавішими розділами: 1. «Ювелірне і виробне каміння»; 2. «Подарунки геологічному музею».

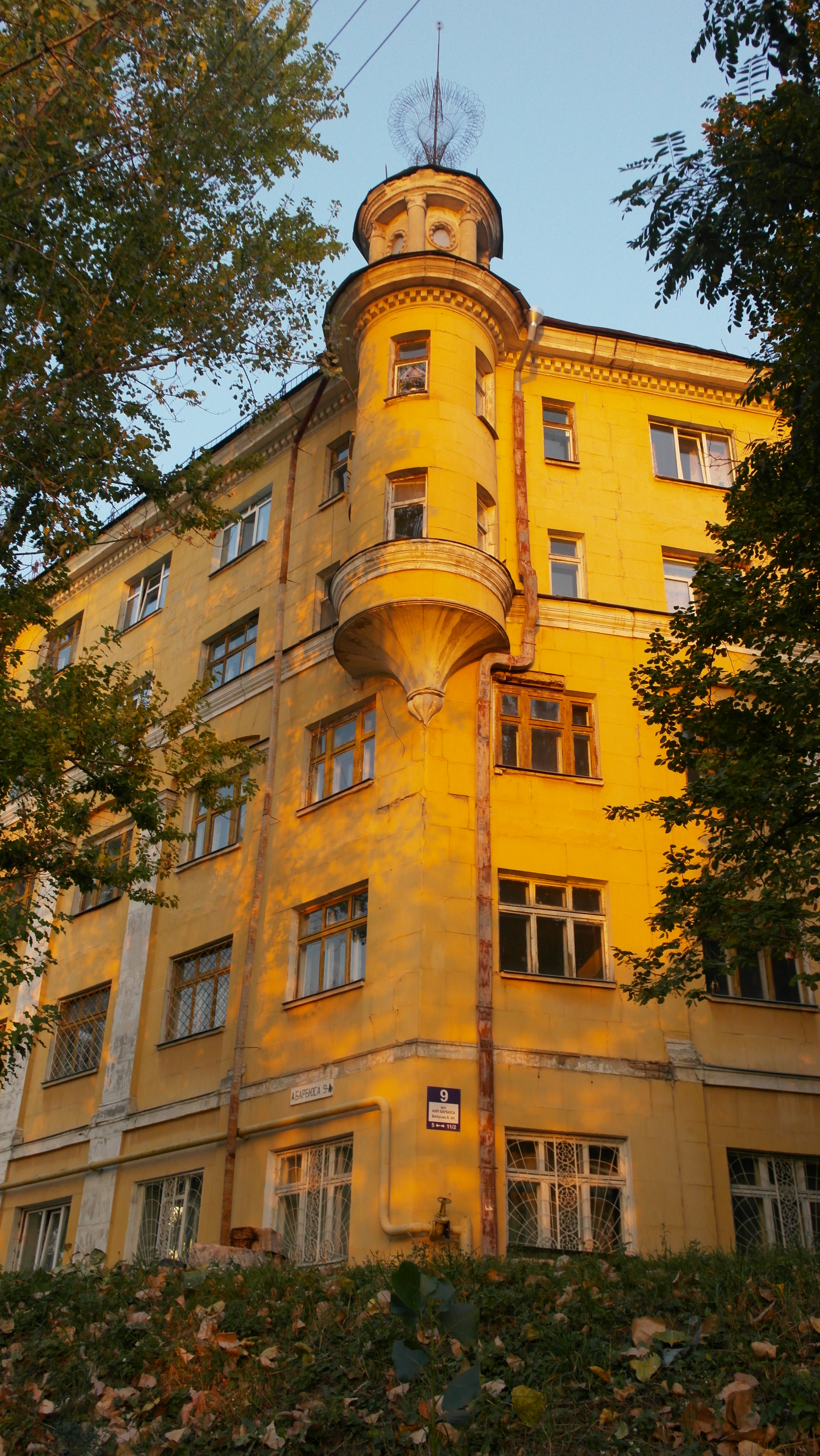
Геологорозвідувальний технікум, Київ, вул. Василя Тютюнника, 7

Північний сектор присвячений геологічній історії Землі: в 13 вітринах розміщений палеонтологічний, петрографічний і текстовий матеріал, який наглядно ілюструє історію розвитку планети, починаючи з архею і закінчуючи четвертинним періодом (близько 500 зразків).
На подіумах, розташованих в усіх секторах музею експонуються тематичні підбірки кам'яного матеріалу: штуфи оригінальних форм мінеральних агрегатів і облицювально-декоративне каміння України (Західний сектор), а також колекції «Залізні руди України» і «Нікопольський марганцеворудний басейн» (Східний сектор). В межах міжсекторної доріжки встановлені подіуми з великими блоками ювелірного і виробного каміння, доставленими із різних регіонів СНД (Памір, Полярний Урал, Казахстан, Якутія та ін.).
Експозиція кам'яного матеріалу музею доповнена численними стендами, які ілюструють геологічну будову великих басейнів і районів корисних копалин України, великоформатними портретами вчених-геологів, петрографів, мінералогів, геохіміків.
При музеї функціонує гурток «Геолог», в якому працюють не тільки студенти технікуму, але і його випускники, а також учні шкіл міста Києва. В активі гуртківців — зустрічі з досвідченими спеціалістами-геологами, відвідування орігинальних геологічних об'єктів в України та за її межами, участь у виставках виробного і ювелірного каміння, енергійна профорієнтаційна робота в школах м. Києва і області та інші цікаві справи — тільки з 2000 року гурток «Геолог» організував зустрічі з випускником технікуму 1975 року, викладачем геологічного факультету КНУ Кисилевичем Л. С., доктором г/м наук, першовідкривачем родовища берилію в Україні Галецьким Л. С., доктором фізико-математичних наук, учасником XXXI сесії МГК в Бразилії Якимчуком М. А., доктором г/м наук, автором багатьох науково-популярних книг, учасником першої радянської Гімалайської експедиції Кононовим Ю. В., доктором г/м наук, головою Комітету по метеоритах України Семененко В. П., зав. кафедрою загальної та структурної геології НГУ Орлінської О. В., випускником КГРТ 1940 року Рубаном М. І. (м. Дніпро), учасником кількох експедицій в Антарктиду Вернигоровим В. П., Головою правління ЗАТ «Надра України» Загороднюком П. О. та іншими.
Цікава екскурсійна робота. Щорічно члени гуртка здійснюють маршрути в районах Нових і Старих Петрівців — з метою пошуків бурштину, відвідують кар'єри Плесецького і Пенізевичського родовищ — для ознайомлення з унікальним комплексом магматичних порід Українського кристалічного щита, займаються шліхуванням річкових відкладів річок Кам'янка, Унава, Ірша — для виявлення скупчень цінних мінералів: ільменіту, титаномагнетиту, гранату та ін.
Особливою популярністю користується багатоденна поїздка гуртківців до «кам'яного серця» України — селища Хорошів, що славиться знахідками гігантських кристалів гірського кришталю, топазу, берилу, а також великими запасами «синьоокого» каміння — лабрадориту.
Історичною стала експедиція студентів КГРТ до Таджикистану та Туркменістану, під час якої гуртківцям вдалося ознайомитися з результатами робіт памірських геологів, відвідати унікальну знахідку слідів динозаврів Ходжа-Пиль-Ата, зібрати багату колекцію кристалів сірки й гіпсу (Гурдакське родовище), целестину (Арикське родовище), а також побувати в одній з численних карстових печер Карлюка.
Реальний підсумок поїздки — два ящики зі зразками мінералів, руд та скам'янілостей, які достатньою мірою розкривають своєрідність геологічної будови та історії розвитку середньоазіатського регіону; різноманітний ілюстративний матеріал — сотні фотокарток, кінофрагментів, відеофільмів про відвідування карстової печери, географічні та геологічні карти регіону, а також різноманітна науково-популярна література, що присвячена історії геологічних досліджень та корисним копалинам Таджикистану і Туркменістану.
Доставлені гуртківцями зразки не лежать мертвим капіталом у сховищах технікуму. Нині вони використовуються студентами при проведенні лабораторних та практичних занять у кабінетах загальної геології, мінералогії та корисних копалин, кращі — поповнили експозицію музею технікуму, унікальні — подаровані Національному гірничому університету (м. Дніпро) та геологічному факультетові Київського національного університету.
Одним із найважливіших є проведення виставок каменю в технікумі. Перша виставка відбулася у листопаді 2001 року напередодні Міжнародного дня студентів під назвою «Трофеї XXI століття». У виставках беруть участь всі кабінети і лабораторії геологічного циклу; геологічний музей — її стрижень. Запрошуються гості: Геологічний музей Київського національного університету, колекціонери-любителі каменю, школярі Києва та Київської області, що серйозно захоплюються збиранням мінералів, руд і скам'янілостей.
Надаючи важливого значення інформаційному аспекту у своїй роботі, члени гуртка беруть дуже важливу участь у випуску великоформатної газети «Геологічна зміна».
З 1991 року випущено 40 номерів стінгазет. Як і всяка газета, вона має свій «паспорт», певну послідовність розміщення матеріалу та ряд рубрик, який збільшується з кожним роком. Нещодавно з'явилась рубрика «Геологи України на міжнародних форумах», і пов'язана вона з виступами перед членами гуртка «Геолог» українських учасників Міжнародного геологічного конгресу: Куліша Є. О. (ХХХ сесія в Пекіні), Якимчука М. А. (ХХХІ сесія в Ріо-де-Жанейро) і Прокопця В. В. (ХХХІІ сесія у Флоренції).
В рубриці «Наші в дальньому зарубіжжі» розміщуються враження наших студентів і викладачів про відвідування геологічних об'єктів за межами України. Лише за останні 2-3 роки газета розповіла про нафтові гіганти російського Приоб'я, про пошуки родовищ золота на далекому Алданському нагір'ї, про відвідування карстових печер Туркменістану. Але справді золотою окрасою став двохномерний матеріал викладача технікуму Г. Т. Загибайла, який відвідав Південний Захід США (відомий Метеор-кратер, скульптурні форми Седони, Великий каньйон Колорадо тощо).
Не обминуло увагою редакції й одне з резонансних відкриттів XX століття — вихід на кімберлітові трубки вибуху, зроблений в 1954 році жінкою-геологом Л. А. Попугаєвою.
Роботи членів гуртка (композиції із каменю, набори самоцвітів, тематичні щитові стенди, наукові звіти і реферати) відмічені призовими місцями на виставках науково-технічної творчості молоді, які проводяться в технікумі напередодні Дня геолога.

## Випускники
- Грузовенко Олександр Сергійович (1978—2014) — солдат Збройних сил України, учасник російсько-української війни.